# Ruta 1802 (Lima)
La ruta 1802 o "la A" es una ruta de transporte público de la ciudad de Lima, que conecta los distritos de Puente Piedra y Villa El Salvador. El trayecto de esta ruta tiene consta de 107 o 105 paradas dependiendo de la dirección y dura aproximadamente entre 3 y 4 horas.

## Características
Esta ruta de transporte público está administrada por la Empresa de Transportes Urbano Los Chinos S.A. (ETUCHISA), la cual gestiona también la ruta 8108, que transita por la urbe limeña. 

### Autorización
La ruta 1802 se encuentra autorizada por la Municipalidad Metropolitana de Lima (MML) y la Autoridad de Transporte Urbano (ATU).

## Trayecto
Los autobuses de la ruta 1802 (aprox. 90) comienzan a operar a las 5:00 a.m. y terminan a las 10:00 p.m. por los distritos de Puente Piedra, Comas, Los Olivos, Independencia, San Martín de Porres, Rímac, El Agustino, Santa Anita, Ate, San Borja, Santiago de Surco, San Juan de Miraflores, Villa María del Triunfo y Villa El Salvador en la provincia de Lima; pasando por importantes lugares, tales como el Mercado Unicachi, Real Plaza Pro, los centros comerciales Megaplaza y Plaza Norte, la plaza de Acho, Puente Nuevo, la estación Evitamiento, el hipódromo de Monterrico, la universidad Ricardo Palma, las estaciones Atocongo, San Juan, María Auxiliadora, Villa María y el hospital María Auxiliadora. 

### Terminales
Su terminal de ida se encuentra en la urbanización Ensenada en Puente Piedra y su terminal de vuelta se encuentra en el asentamiento humano Santa María en Villa El Salvador. 

### Recorrido
| Dirección                   | Avenidas y calles |
| --------------------------- | --- |
| Ida Hacia Villa El Salvador | C. Las Palmeras - Av. Las Acacias - C. Los Rosales - C. Virgen del Carmen - C. Los Álamos - Av. Malecón Chillón - Av. La Cordialidad - Av. Los Próceres de Huandoy - Carretera Panamericana Norte - Vía de Evitamiento - Carretera Panamericana Sur - Av. Los Héroes - Av. Pachacútec - Av. Mateo Pumacahua - Av. Separadora Industrial - Av. Primero de Mayo - Av. Central - Av. José Carlos Mariátegui - Av. Separadora Industrial - Av. María Reiche - Av. Lima. |
| Vuelta Hacia Puente Piedra  | Av. Lima - C. 25 - Av. Separadora Industrial - Av. José Carlos Mariátegui - Av. Revolución - Av. Primero de Mayo - Av. Separadora Industrial - Av. Mateo Pumacahua - Av. Pachacútec - Av. Los Héroes - Carretera Panamericana Sur - Vía de Evitamiento - Carretera Panamericana Norte - Av. Los Próceres de Huandoy - Av. La Cordialidad - Av. Malecón Chillón - C. Los Álamos - C. Virgen del Carmen - C. Los Rosales - Av. Las Acacias - C. Las Palmeras.         |

## Rutas relacionadas
8108 (Villa El Salvador - Puente Piedra), 1801 (Santa Rosa - Pachacámac), 1804 (Ancón - Pachacámac), 8107 (Villa El Salvador - Carabayllo), 8109 (Pachacámac - Ancón), 8110 (Lurín - Carabayllo), 8111 (Pachacámac - Ancón). 